# هوم ورلد 3
هوم ورلد 3 (بالإنجليزية: Homeworld 3)‏ هي لعبة استراتيجية الوقت الحقيقي قادمة من المقرر إصدارها في الربع الرابع من 2022.